# Villa Gordiani
Villa Gordiani è un parco archeologico di Roma, situato presso il III miglio della via Prenestina, che contiene i resti di una vasta villa patrizia, tradizionalmente identificata con quella della famiglia imperiale dei Gordiani, ossia i tre imperatori romani del III secolo Gordiano I, Gordiano II e Gordiano III.
Il nome Gordiani venne dato alla limitrofa borgata ufficiale, costruita tra il 1928 e il 1930, quindi, nel 1977, alla zona urbanistica 6D.

## Storia

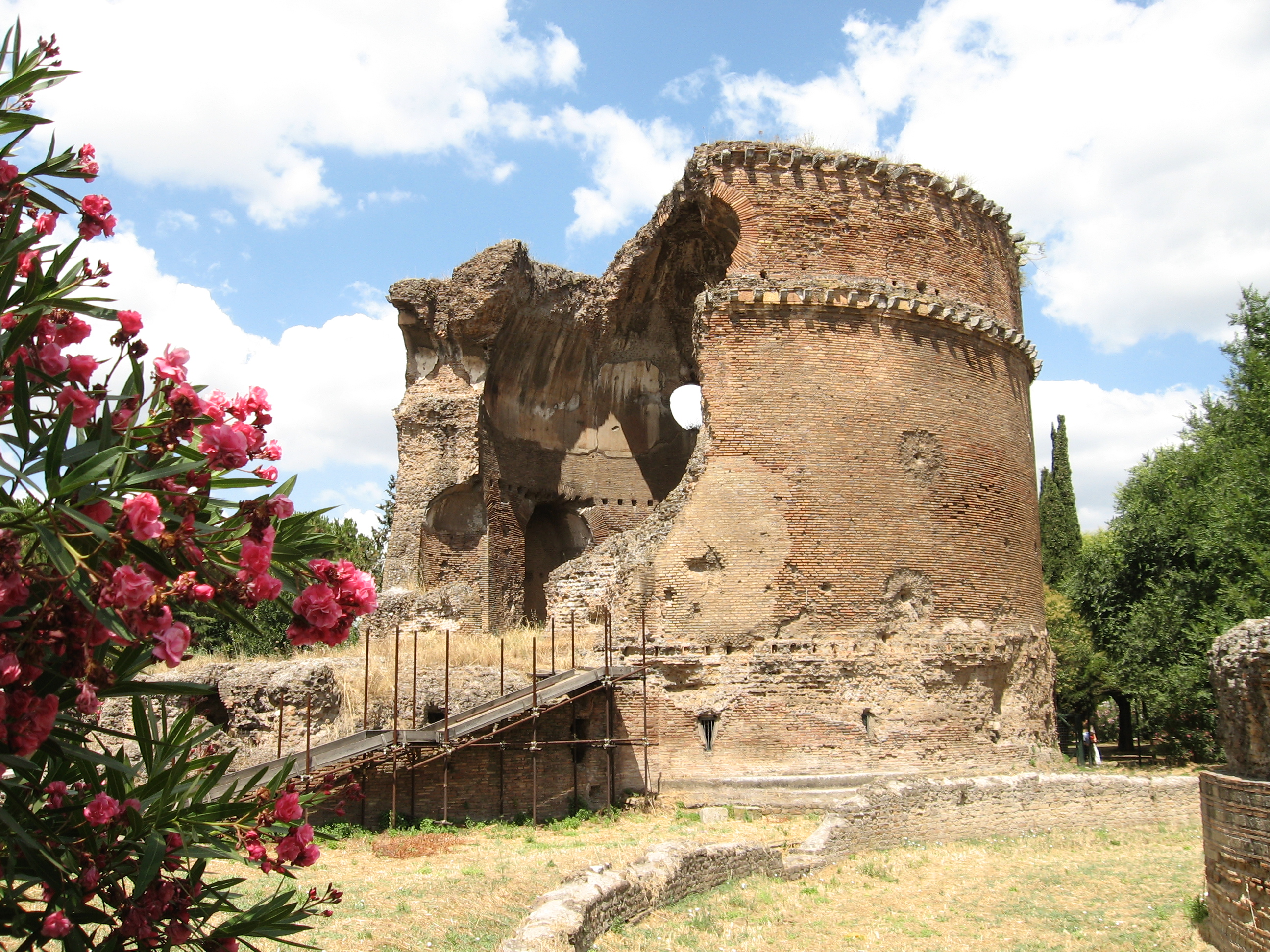
Mausoleo di Villa Gordiani, il più imponente e meglio conservato monumento del parco

Il complesso è citato dalle fonti antiche: secondo la Historia Augusta (Gordiani, xxxii.1-3), aveva un portico di duecento colonne con cinquanta colonne di marmo della Caria, cinquanta di porfido rosso, cinquanta frigio e cinquanta numida. Oltre alle altre strutture, come le basiliche, le fonti antiche ricordano le terme come tra le più belle di Roma e senza eguali nell'impero.
Il parco, propriamente detto Parco archeologico di Villa Gordiani, fu istituito col piano regolatore del 1931 e fu riqualificato negli anni sessanta. Esso si divide in due settori separati dalla via Prenestina.

## Complesso archeologico

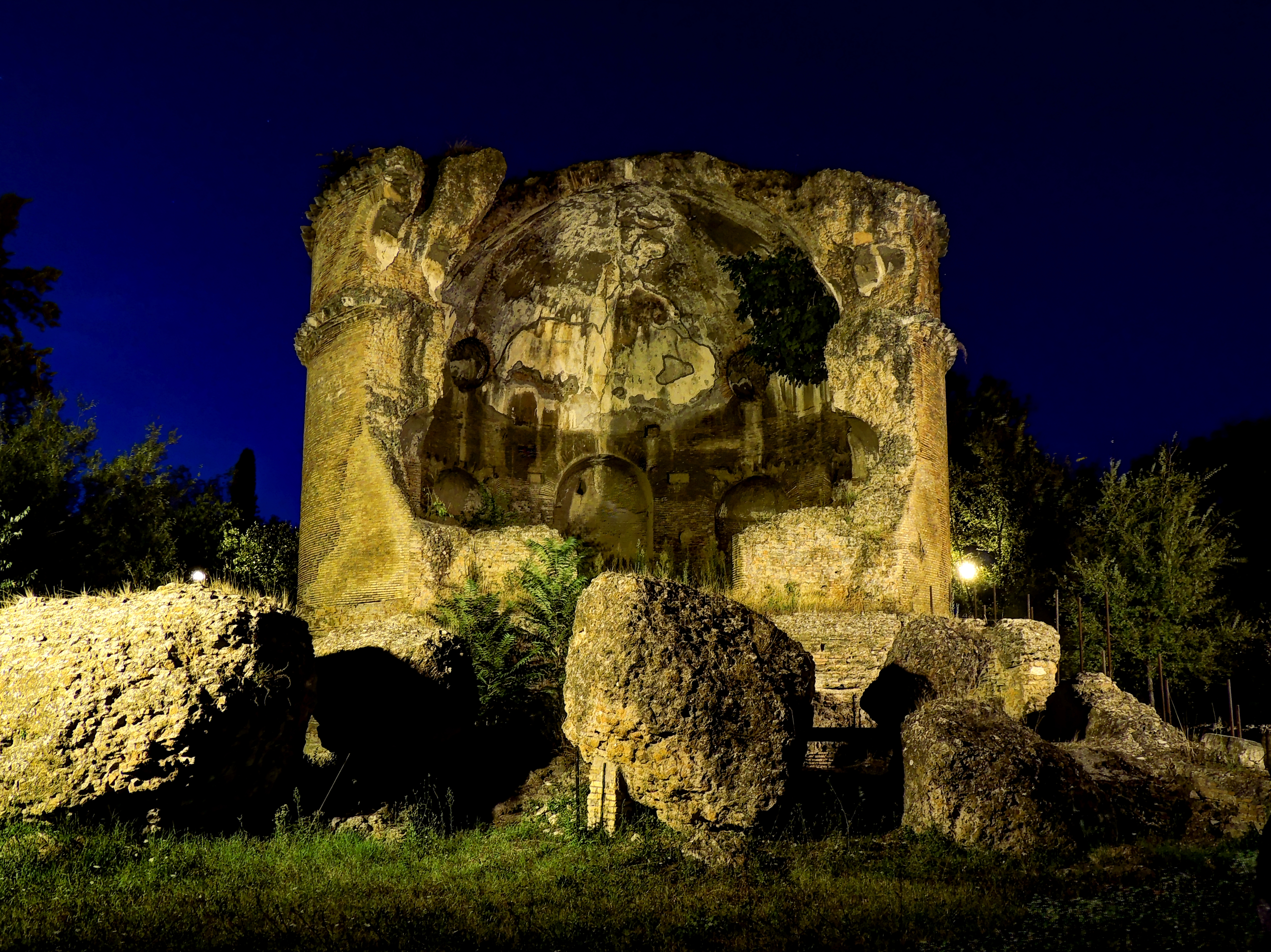
Il mausoleo di notte.

Tradizionalmente le strutture e, in particolare, la villa patrizia vengono identificate con possedimenti del III secolo della famiglia dei Gordiani. Nella Historia Augusta (Gordiani, 20.32) viene riferito che in questo complesso erano edificate tre basiliche centenariae, lunghe cioè 100 piedi.
La villa patrizia, tuttora interrata nella quasi totale interezza per motivi di preservazione, sembra essere il nucleo più antico del parco archeologico, addirittura precedente all'insediamento della famiglia imperiale dei Gordiani. Non è stato possibile, tuttavia, datarla con precisione in parte perché la costruzione fu soggetta a più rifacimenti ed ampliamenti nel corso del tempo ed in parte perché uno studio sistematico ed approfondito della villa non è stato mai interamente condotto.
Di epoca successiva alla villa, databili tra il II ed il IV secolo, sono il colombario, le cisterne e il vestibolo.
L'ingresso monumentale alla villa, che dà su via Prenestina, è un'aula ottagonale, probabilmente risalente al periodo di Diocleziano-Costantino I (fine III secolo-inizi IV secolo), quando vi furono dei lavori per l'aggiunta di parti monumentali.
La cisterna (II secolo) è a due piani con due serbatoi con soffitto a volta.
Sul lato destro di via Prenestina, all'angolo con via Olevano Romano, si trova un colombario databile fra il I secolo a.C. e il I secolo d.C., scoperto nel 1958.

### L'aula ottagona

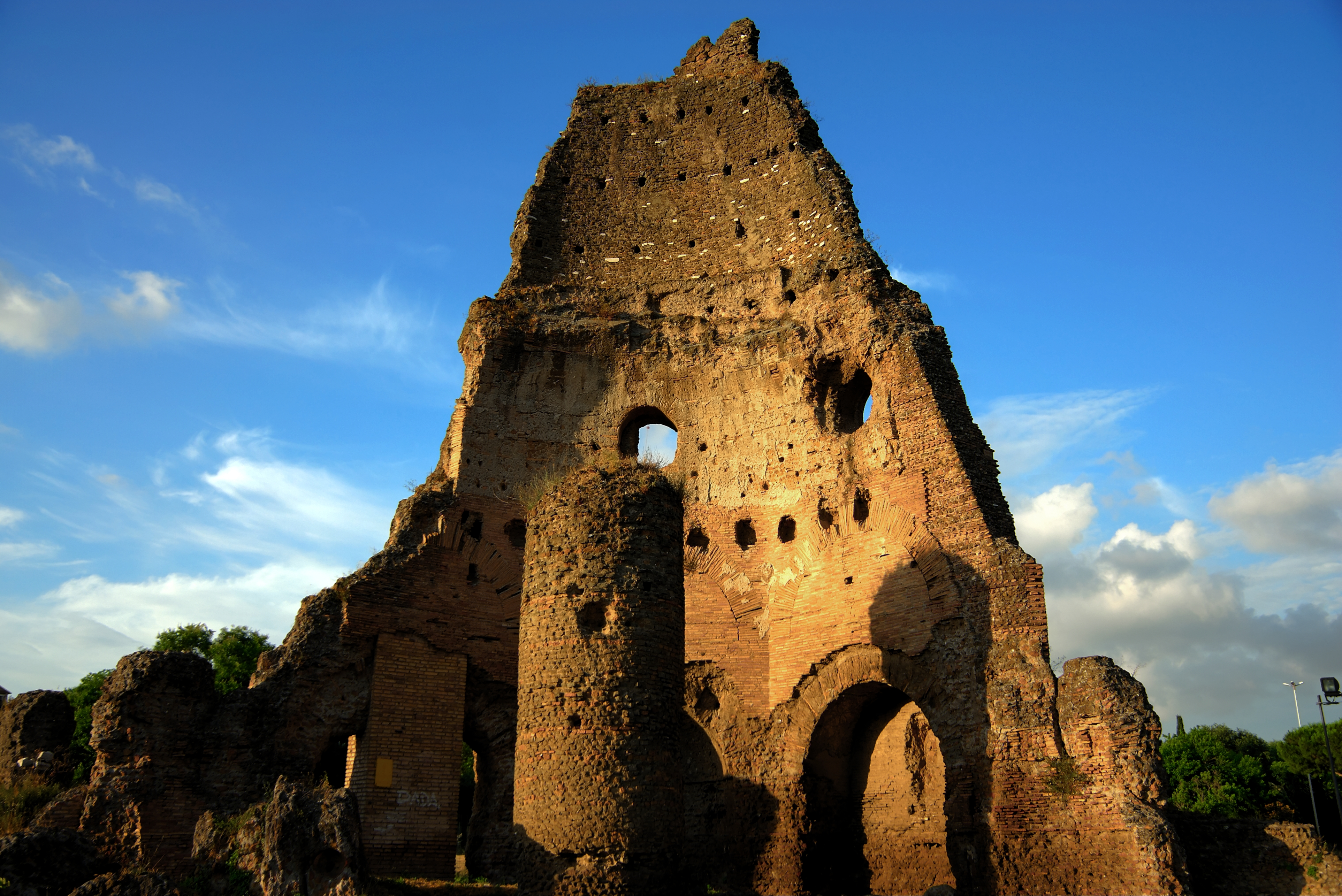
I resti dell'aula ottagonale

Tra i resti del complesso, si ergono i resti dell'Aula Ottagona (o Ottagonale), un edificio romano del III secolo probabilmente a destinazione termale, a base ottagonale e con aperture rotonde per l'illuminazione interna.
La cupola, rotonda e a sesto piano, era riempita con anfore per alleggerirne il peso.
Nel XIII secolo vi fu innalzata una torre, sostenuta da un grosso pilastro cilindrico e sul quale erano appoggiate le scale che portavano a vari piani.
La torre (detta Tor de’ Schiavi) venne adibita a torre di avvistamento e nel 1347 le truppe dei Colonna, provenienti da Palestrina alla volta di Roma per combattere contro Cola di Rienzo, si accamparono in questa zona. Nel 1422 i Colonna la acquistarono.

## Collegamenti
| È raggiungibile dalle fermate Prenestina/Irpinia e Prenestina/Olevano Romano | del tram 5 |

| È raggiungibile dalle fermate Prenestina/Irpinia e Prenestina/Olevano Romano | del tram 14 |

| È raggiungibile dalle fermate Prenestina/Irpinia e Prenestina/Olevano Romano | del tram 19 |

|  | È raggiungibile dalle stazioni di Roma Prenestina e Serenissima. |

## Sport
La squadra del quartiere è la https://www.asdborgatagordiani.com/. Milita nel campionato di Prima Categoria Laziale (calcio a 11 maschile) e dal 2022 ha istituito la squadra di futsal femminile. Il progetto si basa sulla gestione condivisa, assembleare dell'associazione, nonché impostando la propria esistenza sulla base dell'azionariato popolare. 
«L’Associazione Sportiva Dilettantistica "Borgata Gordiani" nasce nell’agosto del 2018 dal desiderio di alcuni ragazzi del quartiere Villa Gordiani di promuovere un modello sportivo autorganizzato, autofinanziato e con una partecipazione dal basso. Il nome scelto è evocativo di valori come la solidarietà e mutualità, caratteristica delle borgate degli anni Trenta. Negli anni, l’ambito sportivo ha sconfinato in altri campi riuscendo a costruire progetti, attività e iniziative con il quartiere e per il quartiere: le spese solidali durante la pandemia, lo sportello psicologico, l’ambulatorio popolare e altre attività ricreative e ludiche come il cineforum e le cene in piazza sono solo alcune delle attività in cui ci siamo coinvolti»». 
In occasione dell'edizione dei Mondiali del 2022 svoltisi in Qatar, ha dato vita alla campagna #boycottQatar2022 assieme ad altre realtà di calcio popolare in Italia.

## Galleria d'immagini

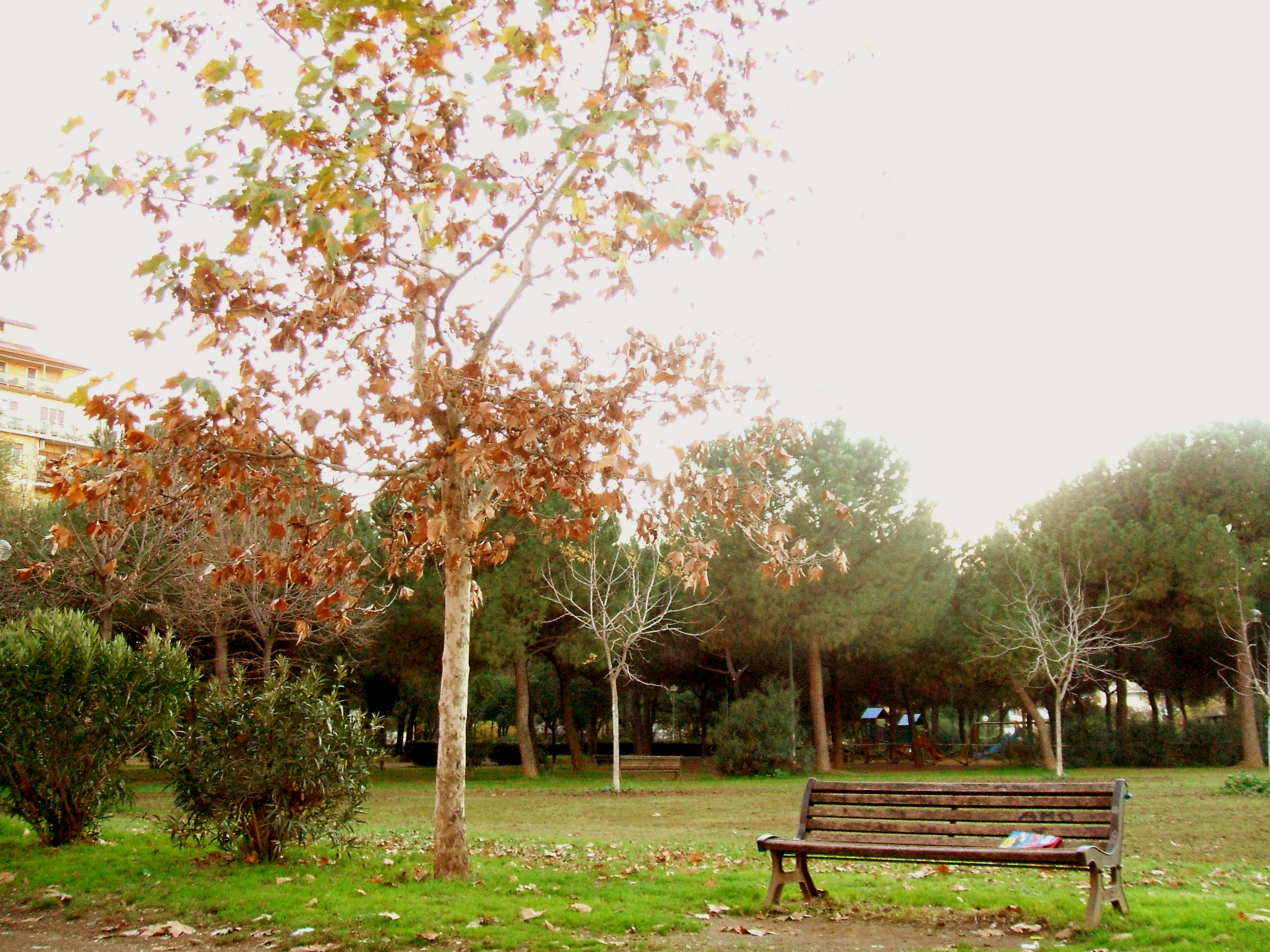
Uno scorcio del parco nei pressi dell'entrata di via Olevano Romano
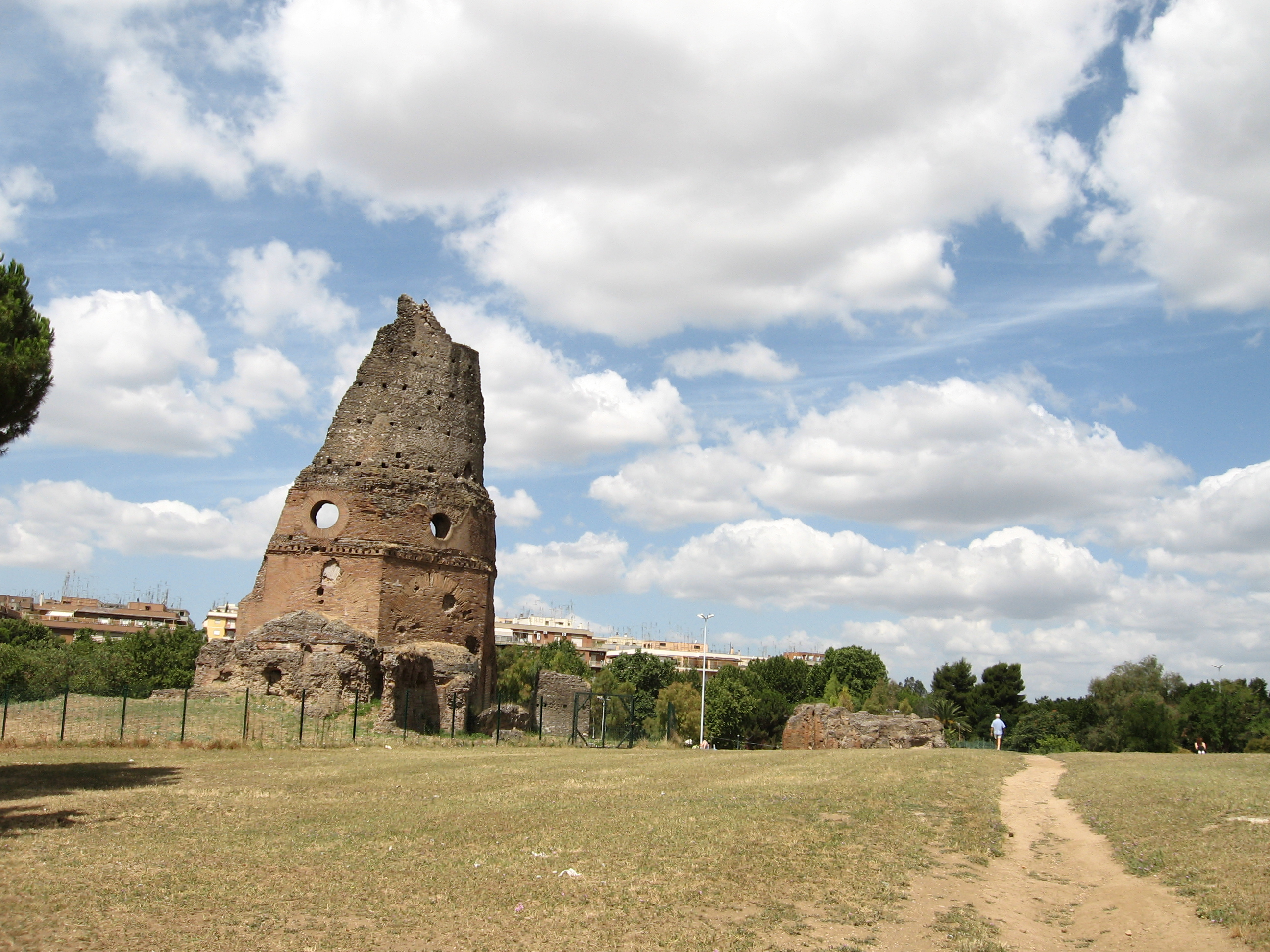
Veduta del parco di villa Gordiani, con la Tor de' Schiavi svettante.
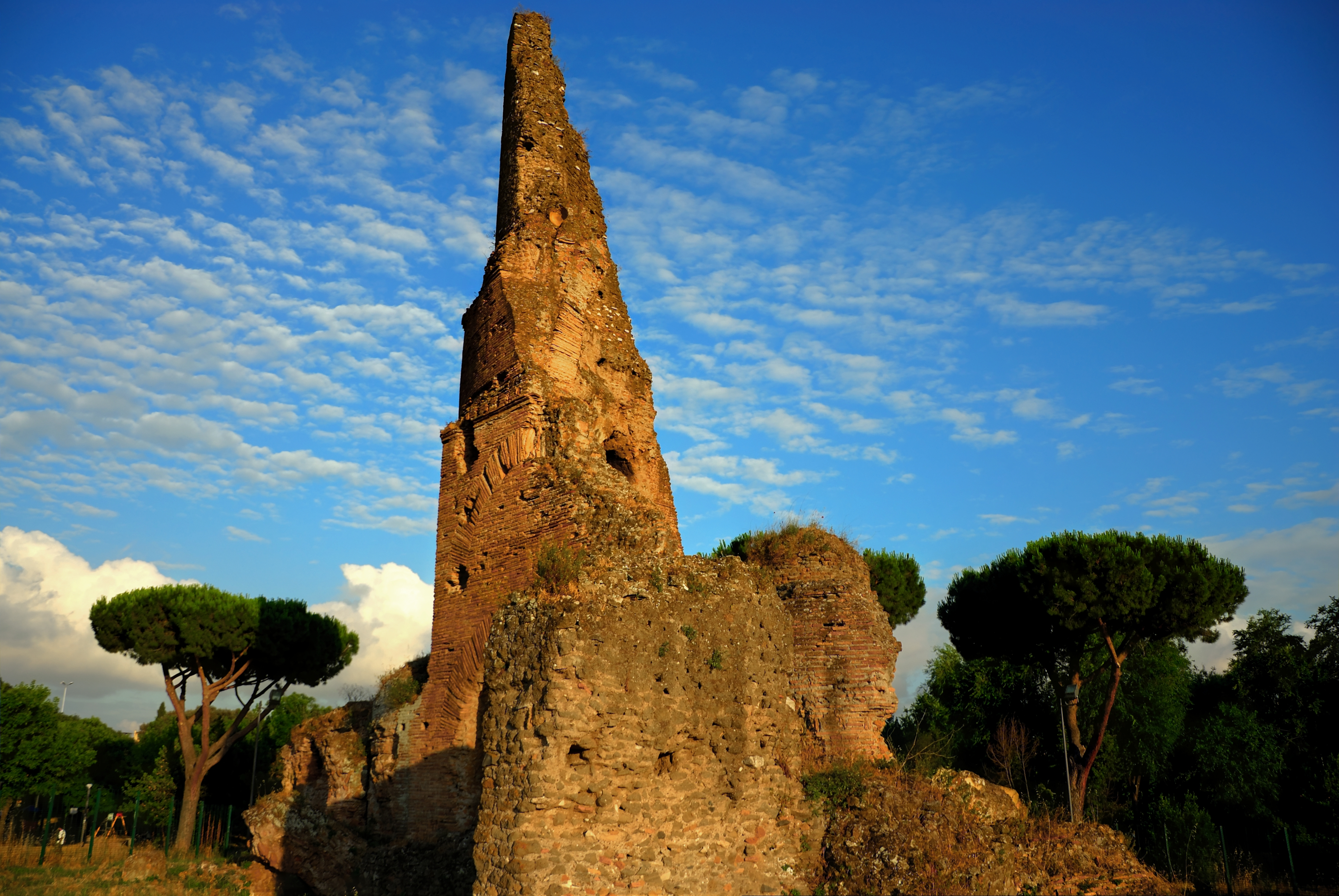
L'aula ottagonale, detta Tor de' Schiavi.